# Carrick (Kalifornia)
Carrick statisztikai település az USA Kalifornia államában, Siskiyou megyében. Lakosainak száma 143 fő (2020. április 1.).

## Népesség
A település népességének változása:
| Lakosok száma | 156  | 131  | 143  |
|               | 2000 | 2010 | 2020 |